# 埃莱本
埃莱本（德語：Elleben）是德国图林根州的市镇，隶属于伊尔姆县。总面积为17平方千米，截至2023年12月31日总人口为872人。